# Monastère de l'Ascension (Ovčar-Kablar)
Pour les articles homonymes, voir Monastère de l'Ascension.
Le monastère de l'Ascension (en serbe cyrillique : Манастир светог вазнесења ; en serbe latin : Manastir svetog Vaznesenja) est un monastère orthodoxe serbe situé près d'Ovčar Banja, dans le district de Moravica et sur le territoire de la Ville de Čačak, dans l'ouest de la Serbie. Il fait partie des dix monastères situés dans la gorge d'Ovčar-Kablar.

## Situation
Le monastère de l'Ascension est situé sur les pentes méridionales du mont Ovčar.

## Histoire
Le monastère actuel a été construit dans les années 1930, à l'instigation de l'évêque Nikolaj Velimirović, sur les ruines d'un monastère plus ancien remontant au XVIe siècle et dont plusieurs motifs ornementaux ont été retrouvés, rosettes de marbres et ornements floraux. Il abrite des Évangiles datant de 1570